# Nahcolite
La nahcolite, encore dénommée thermokalite dans le monde anglo-saxon, est une espèce minérale naturelle qui correspond à l'hydrogénocarbonate ou bicarbonate de sodium de formule chimique NaHCO3. Ce minéral assez rare, mais typique des roches évaporites continentales ou des lacs alcalins, apparaît sous forme de cristaux prismatiques, de maille monoclinique, transparent à translucide, à éclat vitreux ou résineux, incolore ou de couleur blanche, parfois grise, jaunâtre, brune et noire.
Il s'agit d'un des rares minéraux qui tire son nom de la dénomination (en chimie argotique) de la formule chimique.

## Description minéralogique et géotype
Ce minéral a été décrit tardivement en 1928 par Frederick Allen Bannister à partir d'échantillons extrait d'un tunnel d'écoulement de lave de la vallée du géant près du volcan Vésuve, en Italie. Constatant la correspondance chimique avec le NaHCO3, Bannister a choisi d'abréger la formule (sans l'indice 3) pour écrire le nom du minéral, avec le suffixe lithe, du grec scientifique lithos, pierre (qui remplace l'indice numérique 3). Dans les tunnels de lave, la nahcolite se trouve en association avec la halite et la thénardite.
Il a été trouvé ensuite au voisinage de nombreuses sources chaudes, aux eaux bicarbonatées, notamment dans les anciens conduits de sources chaudes de la région de Naples, par exemple dans un conduit romain à Stufe de Nerone, dans les Campi Flegrei. Il est d'ailleurs présent dans les inclusions de roches alcalines et de ce fait solubilisé par les fluides géothermiques circulant dans les roches surchauffées. 
Les minéralogistes considèrent également le lac Searles, dans le comté de San Bernardino, en Californie comme un autre géotype pour le minéral évaporite.

## Caractéristiques physiques et chimiques
Les échantillons peuvent absorber de l'eau contrairement au trona. Il faut les conserver en atmosphère sèche et en boîte hermétique.
L'action du moindre acide provoque une effervescence qui justifie l'usage du produit commercial comme poudre levante (levure chimique) pour gâteau en pâte en pâtisserie ou lors la panification.
Les solutions de nahcolite ou de bicarbonate de sodium ont un pouvoir tampon. Il permet par exemple d'augmenter le ph en le stabilisant dans les piscines. La modification légèrement alcaline a un effet bactéricide sélectif, et dévoile sur les surface un effet blanchissant et désodorant.
La nahcolite, à l'instar du bicarbonate de sodium, neutralise aussi les odeurs en piégeant les molécules indésirables, par exemple dans les réfrigérateurs. Comme la poudre est friable et peu dur (tendre, relativement mou et peu abrasif, rayable à l'ongle ou friable avec une pièce ou un couteau de cuivre), il peut être tel quel utilisé dans les pâtes dentifrices. Même en emploi sommaire à sec, la poudre de nahcolite renforce l'émail, prévient les plaques dentaires, amoindrit l'hypersensibilité, blanchit les dents, ôte les odeurs... Les mineurs du désert californien étaient supposés avoir une bonne haleine.
Dans les bassins d'évaporation lacustre, la nahcolite se forme simplement par réaction du dioxyde de carbone avec le trona.  

### Cristallographie et cristallochimie
Les formes planes les plus communes sont (110),(110), (111), (010) et (101). Les principaux plans de clivage présentent un aspect brillant. Leur formation microscopique englobant un autre minéral associé, comme le sel gemme ou halite en cristaux, rend ces derniers brillants et luisants, comme enrobés d'une couche fine de verre.
Le cristal prismatique peut reconstruit géométriquement par les plans de symétrie (001) avec le plus souvent (110) et (010). Ils sont terminés par (101) et à moindre mesure par (111). Les plans (111) et (101) ont aussi un développement d'importance similaire.
Dans la classification Strunz, le chiffre 5 désigne les carbonates et nitrates. Les lettres A accolés signifient :
- pour la première, que l'espèce chimique classée est uniquement à base d'anions carbonates, en principe sans autre anions et sans eau (anhydre) ;
- pour la seconde, qu'il s'agit d'un carbonate alcalin ou d'un alcali en chimie, susceptible d'avoir des propriétés alcalines en solution.

La structure cristallochimique s'explique par des chaînes planes d'anions carbonates reliés par des liaisons hydrogène. Les plans sont soudés entre eux par le cation sodium hexacoordonné avec les oxygènes des plans décrits.
Le clivage parfait, la densité, le lieu et l'environnement de formation, avec l'habitus, sont des critères discriminants.

## Dépôts d'évaporites
Le minéral, constitutif de roche évaporites, apparaît le plus souvent en veine fibreuse et en concrétions massives. Il se forme en efflorescence près des lacs alcalins, parfois réduite en poussières. 
Il est le plus souvent associé au trona, à la thermonatrite, à la gaylussite, à la northupite, à la hanksite, à l'analcime, à la pirssonite, à la calcite, au gypse  mais aussi surtout au sel-gemme ou halite, à la thénardite et au borax. 
Une visite dans l'Ouest américain permet d'observer ce minéral. En Oregon du Sud et surtout en Californie, les dépôts d'évaporites des régions du lac Borax, le lac Searles, au cœur duquel le minéral forme une couche assez massive en plusieurs strates, près de Trona dans le comté de San Bernardino, du lac Mono dans le comté d'Inyo en contiennent. Il est présent aussi près de Ragtown dans le Nevada et surtout dans les formations de schistes bitumineux (couche interne de plus d'un mètre) de la Green River, de l'Utah et du Colorado.
En Afrique, on le retrouve dans certains anciens lacs d'eaux saumâtres, en Égypte ou par exemple dans le lac Magadi au Kenya ou encore au Botswana ou en Ouganda.
En Amérique du Sud, il constitue des dépôts rocheux sédimentaires dans la saline ou salar de l'homme mort, au dépôt de Tincalayu de la province argentine de Salta.
Il est présent dans différents massifs rocheux, notamment sur le mont Alluaïv des montagnes Lovozero ou dans le massif de Khibiny de la péninsule de Kola, en Russie septentrionale. 

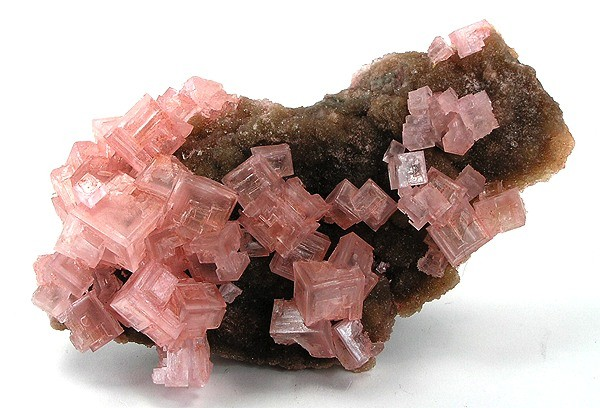
Cristaux roses de halite recouvert d'une couche transparente de nahcolite les faisant resplendir, Lac Searles, Californie.

Les géologues de l'Antarctique ont observé des couches de nahcolite dans la contrée du mont Erebus.

## Usages
A l'instar de son homologue chimique, le minéral pur pourrait être directement utilisé dans les pâtes dentifrices et la régulation de pH de l'eau, ainsi que dans l'industrie alimentaire (levure chimique, eaux ou boissons gazeuses artificielles, commercialement dénommée sodas en anglais). Mais ce n'est le cas qu'après purification par l'industrie chimique qui suit celle de l'extraction.
Pour les verriers, le produit une fois dans les fours s'apparente aux carbonates, engendrant un bullage de gaz carbonique.
Il peut être converti par l'industrie chimique en soude carbonatée, dénommée communément soda ash, soit littéralement "cendre de soude" dans le monde anglo-saxon. La matière obtenue plus basique à base de carbonate de sodium, équivalente de la soude Solvay, est alors un intermédiaire réactionnelle ou régulateurs en industrie chimique, industrie des savons et détergents.